# Петър Гюзелев
Петър Иванов Гюзелев (Пеци) е български музикант, най-известен с работата си в рок групата „Щурците“, където е китарист, вокал и композитор.

## Биография
Преди „Щурците“ е основател на групите „Сините звезди“ и „Слънчевите братя“.
Гюзелев е автор на музиката и аранжимента на редица песни на „Щурците“, сред които „Дай ми малко нежност“, „Сватбен ден“, „Когато си отива любовта“, „Стълбата“, „Неизживените неща“, „Светлият век“, „Кой съм“, „Кралят рок“ и много др. През 1989 г. е продуцент на първия студиен албум на група Ахат – Походът.
През 1993 г. започва самостоятелен албум и основава първата българска рок супер група „Стари муцуни“, в която са: Петър Гюзелев – китара, Георги Минчев – певец, Георги Марков – барабанист от „Щурците“, Иван Лечев – китарист от „ФСБ“, Ивайло Крайчовски – басист от „ФСБ“. През 1994 г. излиза албумът на групата „Бира, секс и рок енд рол“ и става албум № 1 за България, а песни като „Бира, секс и рок енд рол“, „Мързелив бирен ден“, „Блудният син“, „Купонът тече“, „Музикантска съдба“ и др. стават хитове на „Стари муцуни“. Музиката е на Петър Гюзелев, а текстовете – на Георги Минчев.
Петър Гюзелев има много песни, които са носители на награди в БНР, сред които е „Когато си отива любовта“ по текст на Волен Николаев. Има и награда от „Златният Орфей“ за песента „И една звезда“.
През 2010 г. е удостоен с орден „Св. св. Кирил и Методий“ първа степен за особено големите му заслуги в областта на културата и изкуството.
От 2007 г. е общински съветник в Столичния общински съвет. След упорита борба с болестта умира от тумор в мозъка на 25 април 2013 г. Погребан е в Централните софийски гробища.

## Албуми

### С Щурците
| Година | Заглавие                                           |
| ------ | -------------------------------------------------- |
| 1968   | Щурците (малка плоча) BTM 5971                     |
| 1969   | Щурците (малка плоча) BTM 6182                     |
| 1973   | Щурците (малка плоча) BTM 6577                     |
| 1973   | Пътешествие със сал (малка плоча) BTK 3167         |
| 1975   | Щурците (малка плоча) BTK 3168                     |
| 1975   | Щурците (малка плоча) BTK 3229                     |
| 1976   | Щурците'76 (първа дългосвиреща плоча)              |
| 1978   | Щурците'78 (втора дългосвиреща плоча)              |
| 1980   | ХХ век                                             |
| 1982   | Вкусът на времето                                  |
| 1985   | Конникът                                           |
| 1987   | Мускетарски марш                                   |
| 1988   | 20 години по-късно (концертен албум)               |
| 1990   | Аз съм просто човек (малка плоча)                  |
| 1998   | 30 години Щурците (концертен албум с 6 нови песни) |
| 2004   | Антология (компилация в 4 части)                   |
| 2008   | На прага на сърцето                                |

### Със Стари муцуни
| Година | Заглавие               |
| ------ | ---------------------- |
| 1994   | Бира, секс и рокендрол |

### Самостоятелни
| Година | Заглавие |
| ------ | -------- |
| 2013   | Изповед  |